# Månghörningen
Månghörningen, kronopark i Jörns socken och revir, Västerbottens län, avsatt av överloppsmark enligt kungligt brev 11 mars 1878. Benämningen fastställdes av Skogsstyrelsen 12 december 1878. Areal 11 430 hektar.